# Диоген Аполлонийский
Диоген Аполлонийский (др.-греч. Διογένης ὁ Ἀπολλωνιάτης, 499/498 до н. э., Созопол — 428/427 до н. э.) — древнегреческий философ, современник Анаксагора. Родился в Аполлонии (н. Созопол), греческой колонии на Чёрном море. В 420-е годы до н. э. жил и учил в Афинах. Считается, что его учение пародировал Аристофан в «Облаках» в 423 году до н. э. Несмотря на то, что Диоген жил в одно время с Сократом, официально он причисляется к досократической традиции. Работы сохранились только во фрагментах.
Как и Анаксимен, Диоген считает первичной материей воздух. Свойствами воздуха, кроме того, он считает разум и мышление — качества, которые Анаксагор приписывал мировому разуму, нусу. Все вещи, по Диогену, являются продуктом различных превращений воздуха. 
Наиболее известное произведение называлось традиционно для досократиков, "О природе" (Peri Physeos). Его фрагменты сохранились у Симпликия. Также его цитирует Аристотель. Писал Диоген Аполлонийский на ионийском диалекте, и его учение подытоживает всю философию ионийской школы.
Новое комментированное издание фрагментов и свидетельств о жизни и учении Диогена осуществил А. Лакс (Laks 2008). Это издание значительно превосходит собрание фрагментов Диогена и античных свидетельств о Диогене у Дильса-Кранца (Diels-Kranz).
Его именем назван тип каменных метеоритов-ахондритов — диогениты, в знак признания его астрономических достижений. Он первым начал утверждать о космическом происхождении метеоров, это рассуждение приводит Аэтий:

Диоген говорит, что звезды пемзообразны, причем он считает их отдушинами космоса. Он же говорит о невидимых камнях, которые часто падают на землю и гаснут подобно каменной звезде, прочертившей огненный след в Эгоспотамах.
Оригинальный текст (др.-греч.)Διογένης, κισσηρώδη τὰ ἄστρα, διαπνοὰς δ᾽ αὐτὰ νομίζει τοῦ κόσμου· πάλιν δ᾽ ὁ αὐτὸς ἀφανεῖς μἐν λίθους, πίπτοντας δὲ  πολλάκις ἐπὶ τὴν γῆν σβέννυσθαι, καθάπερ τὸν ἐν Αἰγὸς ποταμοῖς πυροειδῶς κατενεχθέντα ἀστέρα πέτρινον.

Фактически он был первым натуралистом — исследователем метеоров.